# Tupolew Tu-12
Die Tupolew Tu-12 (russisch Туполев Ту-12, NATO-Codename Type 9) war ein sowjetischer Bomber.

## Entwicklung
Andrei Tupolew orientierte sich bei der Konstruktion an der erfolgreichen Tu-2 sowie deren Weiterentwicklungen Tu-6, Tu-8 und Tu-10. Der Rumpf wurde fast vollständig übernommen und lediglich der Bug verändert, der eine stärkere Verglasung erhielt. Anstatt des Heckradfahrwerks fand ein Bugrad Verwendung. Als Antrieb dienten zwei WK-1 von Wladimir Klimow, die Nachbauten des Rolls-Royce Nene 1 waren.
Die Tu-12 war ein freitragender Mitteldecker in Ganzmetallbauweise. Die dreiteiligen Tragflächen besaßen zwei Holme. Das doppelte Seitenleitwerk war in zwei Endscheiben beidseitig des Höhenruders ausgeführt. Das Fahrwerk konnte vollständig eingefahren werden.
Am 27. Juli 1947 begann Testpilot Alexei D. Pereljot mit der Erprobung des Prototyps Tu-77. Schon am 3. August wurden zwei Maschinen auf der traditionellen Luftparade in Tuschino der Öffentlichkeit präsentiert. 1948 begann die Produktion einer kleinen Versuchsreihe, die bis 1949 zur Umschulung von Piloten vom Kolben- zum Strahlantrieb diente. Mit einigen dieser Maschinen wurden auch Versuche mit neuen Strahlantrieben unternommen. Zu einer Ausweitung der Serienfertigung kam es nicht.

## Technische Daten

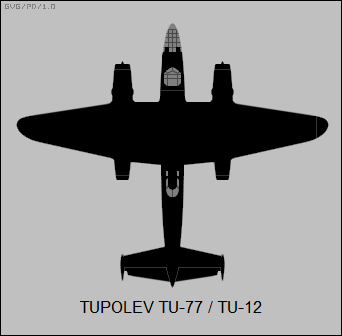
Risszeichnung Tu-12

| Kenngröße             | Daten                                                                 |
| --------------------- | --------------------------------------------------------------------- |
| Besatzung             | 4                                                                     |
| Länge                 | 16,45 m                                                               |
| Spannweite            | 18,86 m                                                               |
| Höhe                  | 4,55 m                                                                |
| Flügelfläche          | 48,80 m²                                                              |
| Flügelstreckung       | 7,3                                                                   |
| Leermasse             | 8.993 kg                                                              |
| Startmasse            | normal 14.700 kg maximal 15.720 kg                                    |
| Antrieb               | zwei Strahlturbinen Klimow WK-1                                       |
| Leistung              | je 22,7 kN                                                            |
| Höchstgeschwindigkeit | 778 km/h in Bodennähe 783 km/h in 4.000–5.000 m Höhe                  |
| Marschgeschwindigkeit | 564 km/h                                                              |
| Landegeschwindigkeit  | 163 km/h                                                              |
| Gipfelhöhe            | 11.360 m                                                              |
| Reichweite            | 2.200 km                                                              |
| Start-/Landestrecke   | 1.030 m / 885 m                                                       |
| Bewaffnung            | eine 23-mm-Kanone NR-23 zwei 12,7-mm-MG UBT 1.000–3.000 kg Bombenlast |